# Henri Rheinwald
Henri Rheinwald (Le Locle, 24 de juliol de 1884 - Ginebra, 24 d'abril de 1968) va ser un ciclista suís, que va córrer entre 1907 i 1921. En el seu palmarès destaquen tres Campionats nacionals en ruta i la primera edició del Campionat de Zúric.

## Palmarès
- 1907
  - 1r al Tour del llac Léman
- 1908
  -  Campió de Suïssa en ruta
- 1912
  -  Campió de Suïssa en ruta
  -  Campió de Suïssa de ciclocrós
  - 1r al Tour del llac Léman
- 1914
  - 1r al Campionat de Zúric
- 1915
  - 1r a la Berna-Ginebra
- 1919
  -  Campió de Suïssa en ruta
  - 1r a la Berna-Ginebra
- 1920
  - 1r al Tour del llac Léman